# Сады Виктории (Ла-Оротава)
Сады маркиза Де-Ла-Кинта-Роха, также известные под названием Сады Виктории — это садово-парковый комплекс, расположенный в центре муниципалитета Ла-Оротава, Тенерифе, Канарские острова на улице Сан-Агустин, рядом с летней резиденцией маркизов Де-Ла-Кинта-Роха. С 1991 года находятся в собственности мэрии Ла-Оротавы. С 2003 года комплексу присвоен статус объекта культурного значения..

## Описание
Сады расположены в виде семи ступенчатых террас, на верхней из которых возвышается небольшой мавзолей из белого мрамора. И сам мавзолей, и прилегающий садово-парковый комплекс, также как и Масонский храм (Санта-Крус-де-Тенерифе), представляют собой яркий образец масонской архитектуры на Канарских островах, а также уникальный пример символической архитектуры и ландшафтного дизайна, сочетающих в себе различные элементы как восточных, так и западных религий. На первой террасе можно наблюдать такие символы как фонтан с лотосом, заключенный в два круга, от которого в разные стороны расходятся дорожки в форме креста, в свою очередь заключенные в квадрат и формирующие свастику. Круги символизируют божественное начало, в то время как квадрат представляет собой поддающийся измерению осязаемый мир, то есть противоположность божественному. Мотивы круга, заключенного в квадрат и представляющего собой дихотомию земного и небесного, несовершенного и совершенного, перемен и стабильности, также украшают другие зоны парка. Ступени, ведущие с нижней площадки садов к мавзолею, символизируют путь масона от своего первоначального невежественного состояния, олицетворенного грубым серым камнем грота, расположенного под мавзолеем, к совершенству, которое представлено гладким белоснежным мрамором усыпальницы. Восемь классических коринфских колонн украшены маковыми цветами, символизирующими вечный сон, на двери изображено древо жизни, на восточной двери расположена греческая буква «омега», означающая конец жизненного пути, подножье кенотафа украшено изображениями солнца и луны, а над притолокой двери выбито имя Диего Понте-дель-Кастильо, над которым чуть выше видны три похоронных венка и фамильный герб. В гроте, расположенном под мавзолеем и воплощавшем в себе коридор, связующий земной и загробный мир, ранее находилось скульптурное изображение лебедя верхом на черепахе (в настоящее время перенесено на фонтан, расположенный к востоку от мавзолея). Оно символизирует эволюцию живых существ — идею, в то время немыслимую для христианской и католической культуры.

## История создания
Как сады, так и мавзолей были созданы в конце XIX века по заказу Себастьяны Дель-Кастильо-Манрике-де-Лара, матери Диего Понте-дель-Кастильо, восьмого маркиза Де-Ла-Кинта-Роха, в связи с тем, что после его кончины в 1880 году католическая церковь отказалась хоронить его на местном кладбище, мотивируя свой отказ принадлежностью маркиза к масонской организации и его прижизненными разногласиями с католической церковью. Такого рода конфликты между испанской католической церковью и масонами были достаточно распространены в то время на фоне утраты влияния церкви и широкого распространения альтернативных организаций. Себастьяна Дель-Кастильо отвела под сады и усыпальницу часть прилегающих к семейному летнему дому сельскохозяйственных угодий и поручила создание погребального комплекса французскому архитектору и также масону Адольфу Кокету. Строительство было начато в 1882 и закончено в 1884 году. За годы строительства конфликт с католической церковью был улажен, и маркиза захоронили в семейной усыпальнице на местном кладбище. В этой связи мавзолей никогда не использовался по прямому назначению, но сохранился как памятник религиозной нетерпимости, о чем также напоминает бронзовая табличка с южной стороны мавзолея со словами Себастьяны Дель-Кастильо: «Да простится убитой горем матери горечь этой эпитафии. Донья Себастьяна Дель-Кастильо воздвигла этот памятник ради утоления печали по дорогому человеку и в знак утешения за оскорбление, нанесенное религиозной нетерпимостью упокоившемуся здесь благородному доброму христианину».